# Lukas Podolski
Lukas Podolski (polj. Łukasz Podolski, Gliwice, Poljska, 4. lipnja 1985.) njemački je nogometaš poljskih korijena, bivši napadač njemačke nogometne reprezentacije. Trenutačno igra za poljski Górnik Zabrze.
Lukas Podolski sin je Waldemara Podolskog koji je bio poljski profesionalni nogometaš. Obitelj se prvo preselila 1987. godine u SR Njemačku u mjesto Bergheim kraj Kölna, gdje je i odrastao. Podolski je u svibnju 2012. godine dogovorio prelazak u londonski klub Arsenal. 
S Elfom je 2014. godine postao svjetski prvak osvojivši Svjetsko prvenstvo koje se održavalo u Brazilu.
Njemački nogometni izbornik objavio je u svibnju 2016. popis za nastup na Europsko prvenstvo u Francuskoj, na kojem je se nalazio Podolski.
Dana 22. ožujka 2017. odigrao je posljednju utakmicu u dresu Njemačke nogometne reprezentacije u prijateljskoj utakmici protiv Engleske. Postigao je jedini gol na utakmici.

## Nagrade i uspjesi
Njemačka
- Svjetsko prvenstvo: 2014.

## Vanjske poveznice
- Profil na 90minut.pl
- Profil na Soccerwayu
- Profil na Transfermarktu